# پاتریک ولف (بازیکن فوتبال آلمانی)
پاتریک ولف (انگلیسی: Patrick Wolf؛ زادهٔ ۱۲ فوریهٔ ۱۹۸۹) بازیکن فوتبال اهل آلمان است.
از باشگاه‌هایی که در آن بازی کرده‌است می‌توان به باشگاه فوتبال تسویکاو، باشگاه فوتبال کایزرسلاوترن، باشگاه فوتبال هانزا روستوک، باشگاه فوتبال انرژی کوتبوس، و باشگاه فوتبال نورنبرگ اشاره کرد.